# Sædingestenen
Sædingestenen er en dansk runesten, der blev fundet på en mark ved Sædinge på Lolland i forbindelse med en pløjning i 1854. Stenen var i ni dele, der lå spredt nær et gammelt vadested. Runerne blev derfor ikke opdaget med det samme. Den øverste del af stenen mangler, og teksten er derfor ikke komplet. Stenen er dateret til at være rejst mellem 970 og 1020.
Thyra lod gøre denne sten ... Krog, sin ægtemand, men han var [dengang](?) den aller stærkeste(?) af alle særsveere og syddaner. "Kval" åd(?) høvdingen/ham, den bedste af nordmænd/nordboere. Han var da særsveernes bane/åg.
Stenen er i dag udstillet på Stiftsmuseet Maribo, der er en del af Museum Lolland-Falster.